# Roberto Colaninno
Roberto Colaninno, né le 16 août 1943 à Mantoue et mort dans la même ville le 19 août 2023, est un industriel italien, fondateur de la holding Immsi S.p.A.

## Biographie
Roberto Colaninno fait ses débuts dans un cabinet d'expertise avant d'entrer dans une fabrique de filtres pour autos, Fiaam Filter. Carlo De Benedetti le prend comme associé lorsqu'il achète cette entreprise en créant en 1981 la Sogefi.
En février 1999, avec l'appui déclaré de l'homme politique communiste Massimo D'Alema, il réussit l'OPA du géant des télécommunications du pays pour le garder dans le contrôle national. Il en retire un confortable profit.
À l'automne 2002, il élabore un plan de reprise de Fiat mais son offre n'est pas acceptée. Il se lance alors dans l'industrie du deux-roues, en crise, avec l'appui capitalistique des banques, en commençant par Piaggio puis Aprilia/Moto Guzzi. Dès 2004, l'entreprise retourne aux chiffres noirs. En 2005, il licencie pour faire produire en Chine et bientôt en Inde.
En 2006, il lance le Piaggio MP3 à deux roues à l'avant et introduit la société en bourse.
Il préside la Compagnia aerea italiana (CAI), créée à l'été 2008, de manière à reprendre les actifs intéressants de Alitalia.
Roberto Colaninno meurt le 19 août 2023 dans sa propriété de Mantoue à l'âge de 80 ans.